# Saba (Janapria)
Saba is een bestuurslaag in het regentschap Centraal-Lombok van de provincie West-Nusa Tenggara, Indonesië. Saba telt 11.143 inwoners (volkstelling 2010).